# عباسعلی منصوری آرانی
عباسعلی منصوری آرانی نظامی بازنشسته، نماینده دورهٔ نهم مجلس شورای اسلامی، عضو کمیسیون امنیت ملی و سیاست خارجی مجلس شورای اسلامی از حوزهٔ انتخابیهٔ کاشان، آران و بیدگل در استان اصفهان بود. 
وی دانش‌آموخته دانشگاه افسری امام علی و دانشگاه فرماندهی و ستاد ارتش است و با درجه «سرتیپ دومی» از ارتش جمهوری اسلامی ایران بازنشسته شد. ریاست بازرسی نیروی زمینی، معاونت اطلاعات ارتش، وابسته نظامی ارتش در عربستان سعودی و فرماندهی دانشگاه فرماندهی و ستاد ارتش دیگر سوابق نظامی منصوری بوده است.
منصوری در دهمین دوره انتخابات مجلس شورای اسلامی در اسفند ۹۴ تأیید صلاحیت نشد و در گفتگو با خبرگزاری‌ها مدعی شد که به خاطر دفاع از توافق برجام ردصلاحیت شده‌است. وی مجدداً در انتخابات مجلس دوره یازدهم در سال ۹۸ نیز رد صلاحیت شد.